# PMD
Пэрриш Смит (англ. Parrish Smith; род. 13 мая 1968 года, Смиттаун, Нью-Йорк, США), более известный под сценическим псевдонимом PMD ('Parrish Mic Doc' или 'Parrish Making Dollars') — американский рэпер, музыкальный продюсер и участник золотой хардкор-рэп-группы EPMD, а также участник хип-хоп-супергруппы Hit Squad.
PMD выпустил семь альбомов в составе группы EPMD с 1988 года и четыре сольных альбома с 1994 года, один мини-альбом, совместный альбом с японским хип-хоп-продюсером DJ Honda и совместный проект с Шоном Стрейнджем и немецкой хип-хоп-группой Snowgoons. Первые два альбома, а также четыре сингла Смита занимали определённые места в чартах американского журнала Billboard.
PMD — новатор в хип-хопе. Он был первым, кто засемплировал группу Zapp и Parliament за много лет до того, как Dr. Dre выпустил альбом The Chronic. Он также помог начать и развить карьеру таких артистов, как Redman, Das EFX и K-Solo.

## Карьера
Пэрриш Смит начинал свою карьеру в качестве диджея в составе группы Rock Squad и был известен под именем D.J. Eazzy «P». В 1985 году группа выпустила дебютный сингл «Facts Of Life» на лейбле Tommy Boy Records. Год спустя группа выпустила сингл «Kic Kic» на лейбле Body Rock Records под именем Smitty «D» & Rock Squad.
Затем в 1987 году он объединился со своим другом Эриком Сёрмоном, чтобы создать группу EPMD (Erick and Parrish Making Dollars). Год спустя они подписали контракт с лейблом Sleeping Bag/Fresh Records, который имел хороший список таких артистов, как Just Ice, Mantronix, DJ Cash Money and Marvelous и T La Rock. Они выпустили свой первый альбом Strictly Business позже в том же году. В 1989 году они выпустили Unfinished Business также на Sleeping Bag. Затем в 1990 году они подписали контракт с Def Jam Recordings и выпустили Business as Usual позже в том же году. Два года спустя, в 1992 году, они выпустили Business Never Personal.
После релиза группа распалась из-за «творческих и личных разногласий». Но это не помешало PMD создавать музыку. В 1994 году он выпустил свой первый сольный альбом Shade Business, а в 1996 году выпустил Bu$ine$$ I$ Bu$ine$$. Год спустя, помирившись с Эриком Сёрмоном, дуэт выпустил свой первый альбом за 5 лет, Back in Business. Через два года они выпустили Out of Business.
В 2002 году PMD объединился с японским хип-хоп-продюсером DJ Honda и выпустил совместный альбом Underground Connection. В 2003 году спустя 7 лет PMD выпустил свой новый сольный альбом под названием The Awakening, на котором он знакомится с новым поколением хип-хоп-молодёжи и рассказывает им о его вкладе в искусство. В том же 2003 году группа EPMD анонсировала выпуск нового альбома в конце года, но в итоге We Mean Business вышел лишь спустя 5 лет, в 2008 году. В 2004 году созданная Пэрришом Смитом и Эриком Сёрмоном группа Hit Squad выпускает дебютный и единственный альбом Zero Tolerance.
В 2013 году PMD объединился с немецкой группой Snowgoons и нью-йоркским рэпером Sean Strange для выпуска альбома Welcome to the Goondox. В 2017 году PMD выпустил свой четвёртый сольный альбом Busine$$ Mentality (с англ. — «Деловое Мышление») на лейбле Goon MuSick. 10 из 17 треков на альбоме спродюсировал сам Пэрриш Смит.

## Дискография

### Сольные альбомы
| Название                                                                                    | Детали альбома                                                                  | Высшая позиция в чартах | Высшая позиция в чартах |
| Название                                                                                    | Детали альбома                                                                  | Billboard 200           | Top R&B/Hip-Hop Albums  |
| ------------------------------------------------------------------------------------------- | ------------------------------------------------------------------------------- | ----------------------- | ----------------------- |
| Shade Business                                                                              | - Выпущен: 27 сентября 1994 года - Лейбл: RCA                                   | 65                      | 12                      |
| Bu$ine$$ I$ Bu$ine$$                                                                        | - Выпущен: 22 октября 1996 года - Лейбл: Relativity Records/Epic Records        | 180                     | 29                      |
| The Awakening                                                                               | - Выпущен: 17 июня 2003 года - Лейбл: Solid Records/Traffic Entertainment Group | —                       | —                       |
| Busine$$ Mentality                                                                          | - Выпущен: 29 сентября 2017 года - Лейбл: Goon MuSick/RBC Records               | —                       | —                       |
| «—» обозначает релизы, которые не были включены в чарты или не были выпущены в этой стране. |                                                                                 |                         |                         |

## Мини-альбомы
| Название                                 | Детали альбома                                        |
| ---------------------------------------- | ----------------------------------------------------- |
| New Business (From My Hood to Your Hood) | - Выпущен: 13 сентября 2013 года - Лейбл: RBC Records |

## Совместные альбомы
| Название                                               | Детали альбома                                              |
| ------------------------------------------------------ | ----------------------------------------------------------- |
| Underground Connection (with DJ Honda)                 | - Выпущен: 27 апреля 2002 года - Лейбл: DJ Honda Recordings |
| Welcome to the Goondox (with Snowgoons & Sean Strange) | - Выпущен: 9 апреля 2013 года - Лейбл: Goon MuSick          |

## Синглы
| Год  | Сингл                                    | Высшая позиция в чартах | Высшая позиция в чартах | Высшая позиция в чартах | Альбом               |
| Год  | Сингл                                    | Billboard Hot 100       | Hot R&B/Hip-Hop Songs   | Hot Rap Songs           | Альбом               |
| ---- | ---------------------------------------- | ----------------------- | ----------------------- | ----------------------- | -------------------- |
| 1994 | «I Saw It Cummin'»                       | 89                      | 65                      | 12                      | Shade Business       |
| 1994 | «Swing Your Own Thing»                   | —                       | —                       | 40                      | Shade Business       |
| 1996 | «Rugged-n-Raw» (featuring Das EFX)       | —                       | 89                      | 19                      | Business Is Business |
| 1997 | «It’s the Pee '97» (featuring Mobb Deep) | —                       | 82                      | 31                      | Business Is Business |